# All Saints (All Saints)
All Saints è l'album di debutto del gruppo musicale pop britannico All Saints, pubblicato il 24 novembre 1997 dall'etichetta discografica London Records. L'album è stato registrato fra Washington e Londra.
Nel resto d'Europa il disco è stato pubblicato nei primi mesi del 1998.
Per promozione, dall'album sono stati estratti ben sei singoli: Never Ever, Bootie Call, I Know Where It's at, Under the Bridge / Lady Marmalade e War of Nerves. In Regno Unito Under the Bridge e Lady Marmalade sono state pubblicate come doppio singolo

## Tracce
CD (London 556 004-2 / EAN 0731455600421)
CD (London 3984-29136-2)
1. Never Ever – 6:27 (Shaznay Lewis, Robert Jazayeri, Sean Mather)
2. Bootie Call – 3:35 (Karl Gordon, Shaznay Lewis)
3. I Know Where It's at – 5:08 (Karl Gordon, Shaznay Lewis, Paul Laurence Griffin, Walter Becker, Donald Fagen)
4. Under the Bridge – 5:01 (Anthony Kiedis, John Frusciante, Chad Smith, Michael Balzary, Alexis McNair)
5. Heaven – 4:48 (Shaznay Lewis, Natalie Appleton, Melanie Blatt, Fiennes, Cameron McVey)
6. Alone – 3:34 (Karl Gordon, Shaznay Lewis)
7. If You Want to Party (I Found Lovin') – 4:16 (Michael Walker, Johnny Flippin, Karl Gordon, Shaznay Lewis)
8. Trapped – 4:56 (Neville Henry, Karen Gibbs, Melanie Blatt)
9. Beg – 4:00 (Shaznay Lewis, Douglas, Benson)
10. Lady Marmalade – 3:54 (Kenny Nolan, Bob Crewe)
11. Take the Key – 4:12 (Kirk Robinson, Nat Robinson, Shaznay Lewis, Karl Gordon)
12. War of Nerves – 5:10 (Shaznay Lewis, Magnus Fiennes, Natalie Appleton, Nicole Appleton, Cameron McVey)
13. Never Ever (All Star Mix) – 4:36 (Shaznay Lewis, Robert Jazayeri, Sean Mather)

Durata totale: 59:37

## Classifiche
| Classifica (1997/1998) | Posizione massima |
| ---------------------- | ----------------- |
| Regno Unito            | 2                 |
| Nuova Zelanda          | 2                 |
| Svizzera               | 3                 |
| Australia              | 4                 |
| Belgio (Fiandre)       | 5                 |
| Belgio (Vallonia)      | 9                 |
| Paesi Bassi            | 10                |
| Canada                 | 10                |
| Norvegia               | 12                |
| Italia                 | 12                |
| Svezia                 | 13                |
| Austria                | 15                |
| Francia                | 19                |
| Finlandia              | 24                |
| Stati Uniti            | 40                |